# 2015년 퍼시픽 리그 클라이맥스 시리즈
2015년 퍼시픽 리그 클라이맥스 시리즈(일본어: 2015年のパシフィック・リーグクライマックスシリーズ, 영어: 2015 Pacific League Climax Series)는 2015년 10월에 개최된 일본 프로 야구 퍼시픽 리그의 클라이맥스 시리즈 경기이며, 이 경기에서의 경기 결과와 성적에 대해 설명한다.

## 개요
이 대회는 2015 SMBC 일본 시리즈 출전권을 내건 플레이오프 토너먼트이다.

### 타이틀 스폰서
금년도 대회에서는, SMBC 닛코 증권 주식회사가 특별 협찬하여 ‘2015 SMBC 닛코 증권 클라이맥스 시리즈·퍼시픽’(2015SMBC日興証券・クライマックスシリーズ・パ)이라는 이름으로 개최됐다.

### 퍼스트 스테이지
2015년도 정규 시즌 2위 팀인 홋카이도 닛폰햄 파이터스와 3위 팀인 지바 롯데 마린스와의 3전 2선승제로 치뤘고, 승리팀인 지바 롯데는 파이널 스테이지에 진출했다.
- 일시 : 10월 10일부터 10월 12일(예비일 : 10월 13일) ※13일까지 모든 경기를 소화할 수 없는 경우에는 중단됨
- 경기 개시 시간 : 10월 10일은 18시[2], 10월 11일 및 12일은 14시[2], 예비일은 미정
- 구장 : 삿포로 돔

### 파이널 스테이지
2015년도 정규 시즌 1위 팀인 후쿠오카 소프트뱅크 호크스(어드밴티지 1승이 미리 주어진다)와 퍼스트 스테이지 승리팀인 지바 롯데 마린스와의 6전 4선승제로 치르며 승리팀인 소프트뱅크는 2015 SMBC 일본 시리즈에의 출전권을 얻었다.
- 일시 : 10월 14일부터 10월 19일(예비일 : 10월 20일·21일) ※21일까지 모든 경기를 소화할 수 없는 경우에는 중단됨
- 경기 개시 시간 : 10월 14일 ~ 16일·19일(및 예비일[주 2])은 18시, 10월 17·18일은 13시.
- 구장 : 후쿠오카 야후오쿠! 돔

## 클라이맥스 시리즈 참가 팀 및 감독
| 팀 순위       | 소속                       | 감독            | 정규시즌 성적 |
| ------------- | -------------------------- | --------------- | ------------- |
| 정규 리그 1위 | 후쿠오카 소프트뱅크 호크스 | 구도 기미야스   | 90승 4무 49패 |
| 정규 리그 2위 | 홋카이도 닛폰햄 파이터스   | 구리야마 히데키 | 79승 2무 62패 |
| 정규 리그 3위 | 지바 롯데 마린스           | 이토 쓰토무     | 73승 1무 69패 |

### 대진표
|  | 퍼스트 스테이지(준결승) | 퍼스트 스테이지(준결승) |                                     |      | 파이널 스테이지(결승) | 파이널 스테이지(결승) |
|  |                         |                         |                                     |      |                       |                       |
|  |                         |                         |                                     |      |                       |                       |
|  |                         |                         |                                     |      |                       |                       |
|  |                         |                         |                                     |      |                       |                       |
|  |                         |                         | (6전 4선승제) 후쿠오카 야후오쿠! 돔 |      |                       |                       |
|  |                         |                         |                                     |      |                       |                       |
|  | 소프트뱅크              | ☆○○○                    |                                     |      |                       |                       |
|  | 소프트뱅크              | ☆○○○                    | (3전 2선승제) 삿포로 돔             |      |                       |                       |
|  |                         |                         | 지바 롯데                           | ★●●● |                       |                       |
|  | 닛폰햄                  | ●○●                     | 지바 롯데                           | ★●●● |                       |                       |
|  | 닛폰햄                  | ●○●                     |                                     |      |                       |                       |
|  | 지바 롯데               | ○●○                     |                                     |      |                       |                       |
|  | 지바 롯데               | ○●○                     |                                     |      |                       |                       |
|  |                         |                         |                                     |      |                       |                       |
|  |                         |                         |                                     |      |                       |                       |
|  |                         |                         |                                     |      |                       |                       |
|  |                         |                         |                                     |      |                       |                       |

- ☆·★ = 파이널 스테이지 어드밴티지 부여에 따라 우선 승패를 나눠 가져감.

## 경기 일정

### 퍼스트 스테이지
- 1차전 : 10월 10일
- 2차전 : 10월 11일
- 3차전 : 10월 12일

### 파이널 스테이지
- 1차전 : 10월 14일
- 2차전 : 10월 15일
- 3차전 : 10월 16일

## 경기 결과

### 퍼스트 스테이지

#### 경기 기록
| 일시                     | 경기  | 원정팀(선공)     | 스코어 | 홈팀(후공)               | 개최 구장 |
| ------------------------ | ----- | ---------------- | ------ | ------------------------ | --------- |
| 10월 10일(토)            | 1차전 | 지바 롯데 마린스 | 9 - 3  | 홋카이도 닛폰햄 파이터스 | 삿포로 돔 |
| 10월 11일(일)            | 2차전 | 지바 롯데 마린스 | 2 - 4  | 홋카이도 닛폰햄 파이터스 | 삿포로 돔 |
| 10월 12일(월)            | 3차전 | 지바 롯데 마린스 | 2 - 1  | 홋카이도 닛폰햄 파이터스 | 삿포로 돔 |
| 승리팀: 지바 롯데 마린스 |       |                  |        |                          |           |

#### 1차전
- 10월 10일 - 삿포로 돔

| 팀 | 1 | 2 | 3 | 4 | 5 | 6 | 7 | 8 | 9 | R | H  | E |
| 지바 롯데                                                                                                | 0 | 3 | 2 | 0 | 0 | 2 | 1 | 1 | 0 | 9 | 11 | 0 |
| 닛폰햄                                                                                                   | 1 | 0 | 1 | 0 | 0 | 0 | 1 | 0 | 0 | 3 | 8  | 0 |
| 승리 투수: 이시카와 아유무(1-0) 패전 투수: 오타니 쇼헤이(0-1) 홈런: 지바 롯데 – 기요타 이쿠히로(8회 1점) |   |   |   |   |   |   |   |   |   |   |    |   |

#### 2차전
- 10월 11일 - 삿포로 돔

| 팀                                                                                          | 1 | 2 | 3 | 4 | 5 | 6 | 7 | 8 | 9 | R | H | E |
| 지바 롯데                                                                                   | 1 | 0 | 0 | 0 | 0 | 1 | 0 | 0 | 0 | 2 | 8 | 1 |
| 닛폰햄                                                                                      | 0 | 0 | 0 | 0 | 1 | 0 | 0 | 3 | X | 4 | 9 | 0 |
| 승리 투수: 아리하라 고헤이(1-0) 패전 투수: 오타니 도모히사(0-1) 세이브: 마스이 히로토시(1S) |   |   |   |   |   |   |   |   |   |   |   |   |

#### 3차전
- 10월 12일 - 삿포로 돔

| 팀 | 1 | 2 | 3 | 4 | 5 | 6 | 7 | 8 | 9 | R | H  | E |
| 지바 롯데 | 0 | 1 | 0 | 0 | 0 | 0 | 1 | 0 | 0 | 2 | 5  | 0 |
| 닛폰햄 | 1 | 0 | 0 | 0 | 0 | 0 | 0 | 0 | 0 | 1 | 10 | 0 |
| 승리 투수: 와쿠이 히데아키(1-0) 패전 투수: 아리하라 고헤이(1-1) 세이브: 우치 다쓰야(1S) 홈런: 지바 롯데 – 이구치 다다히토(2회 1점), 알프레도 데스파이그네(7회 1점) |   |   |   |   |   |   |   |   |   |   |    |   |

### 파이널 스테이지

#### 경기 기록
| 일시                               | 경기       | 원정팀(선공)     | 스코어 | 홈팀(후공)                 | 개최 구장             |
| ---------------------------------- | ---------- | ---------------- | ------ | -------------------------- | --------------------- |
| 어드밴티지                         | 어드밴티지 | 지바 롯데 마린스 |        | 후쿠오카 소프트뱅크 호크스 |                       |
| 10월 14일(수)                      | 1차전      | 지바 롯데 마린스 | 2 - 3  | 후쿠오카 소프트뱅크 호크스 | 후쿠오카 야후오쿠! 돔 |
| 10월 15일(목)                      | 2차전      | 지바 롯데 마린스 | 1 - 6  | 후쿠오카 소프트뱅크 호크스 | 후쿠오카 야후오쿠! 돔 |
| 10월 16일(금)                      | 3차전      | 지바 롯데 마린스 | 1 - 3  | 후쿠오카 소프트뱅크 호크스 | 후쿠오카 야후오쿠! 돔 |
| 승리팀: 후쿠오카 소프트뱅크 호크스 |            |                  |        |                            |                       |

#### 1차전
- 10월 14일 - 후쿠오카 야후오쿠! 돔(연장 10회)

| 팀                                                                                                  | 1 | 2 | 3 | 4 | 5 | 6 | 7 | 8 | 9 | 10 | R | H | E |
| 지바 롯데                                                                                           | 0 | 0 | 2 | 0 | 0 | 0 | 0 | 0 | 0 | 0  | 2 | 7 | 0 |
| 소프트뱅크                                                                                          | 0 | 0 | 2 | 0 | 0 | 0 | 0 | 0 | 0 | 1X | 3 | 9 | 0 |
| 승리 투수: 이가라시 료타(1-0) 패전 투수: 우치 다쓰야(0-1) 홈런: 소프트뱅크 – 야나기타 유키(3회 2점) |   |   |   |   |   |   |   |   |   |    |   |   |   |

#### 2차전
- 10월 15일 - 후쿠오카 야후오쿠! 돔

| 팀                                                                                           | 1 | 2 | 3 | 4 | 5 | 6 | 7 | 8 | 9 | R | H | E |
| 지바 롯데                                                                                    | 0 | 0 | 0 | 1 | 0 | 0 | 0 | 0 | 0 | 1 | 5 | 0 |
| 소프트뱅크                                                                                   | 0 | 1 | 0 | 0 | 0 | 5 | 0 | 0 | X | 6 | 9 | 0 |
| 승리 투수: 릭 반덴허크(1-0) 패전 투수: 후루야 다쿠야(0-1) 홈런: 소프트뱅크 – 이대호(2회 1점) |   |   |   |   |   |   |   |   |   |   |   |   |

#### 3차전
- 10월 16일 - 후쿠오카 야후오쿠! 돔

| 팀 | 1 | 2 | 3 | 4 | 5 | 6 | 7 | 8 | 9 | R | H | E |
| 지바 롯데 | 0 | 0 | 0 | 0 | 1 | 0 | 0 | 0 | 0 | 1 | 4 | 0 |
| 소프트뱅크 | 0 | 0 | 3 | 0 | 0 | 0 | 0 | 0 | X | 3 | 8 | 0 |
| 승리 투수: 나카타 겐이치(1-0) 패전 투수: 이시카와 아유무(0-1) 세이브: 데니스 사파테(1S) 홈런: 소프트뱅크 – 이대호(3회 2점) |   |   |   |   |   |   |   |   |   |   |   |   |

## 수상 선수
- MVP : 우치카와 세이이치(소프트뱅크)

## 주해·각주

### 주해
1. ↑  SMBC 닛코 증권은 NPB 스폰서로 2015년 일본 시리즈의 타이틀 스폰서이기도 한 미쓰이스미토모 은행을 핵심으로 하는 미쓰이스미토모 파이낸셜 그룹의 자회사이다.
2. ↑  원칙적으로 복수 경기가 천재지변으로 인해 취소가 되어 더블헤더가 치르지 않을 수 없을 경우에는 별도로 설정.

## 같이 보기
- 2015년 센트럴 리그 클라이맥스 시리즈
- 2015년 일본 시리즈